# Bobby Lockwood
Bobby Leslie Lockwood (ur. 24 maja 1993 w Basildon) – brytyjski aktor.

## Życiorys
Urodził się w Basildon, w hrabstwie Esseksie w Anglii, jako syn Lyn i Cliffa Lockwoodów. Dorastał ze starszym bratem Jamesem i młodszą siostrą Abbie. Uczył się aktorstwa w Singer Stage School, a następnie ukończył Seevic College w Esseksie.
Stał się znany z głównie z roli Micka Campbella z serialu młodzieżowego Nickelodeon – Tajemnice domu Anubisa. Wystąpił także w innych filmach jak The Bill w roli Taylora Little oraz 101 dalmatyńczyków II. Londyńska przygoda, w którym użyczał głosu Ciapkowi. Zagrał też główną rolę w trzech sezonach serialu WolfBlood w roli Rhydiana Morrisa.

## Filmografia
- 2003: 101 dalmatyńczyków II. Londyńska przygoda jako Ciapek (głos)
- 2006: The Bill jako Taylor Little
- 2011-2012: Tajemnice domu Anubisa (House of Anubis) jako Mick Campbell
- 2012-2017: Wolfblood jako Rhydian Morris
- 2016: Honey 3 jako Laser